# Powiat horodeński
Powiat horodeński – powiat województwa stanisławowskiego II Rzeczypospolitej. Jego siedzibą było miasto Horodenka. 1 sierpnia 1934 dokonano nowego podziału powiatu na gminy wiejskie.

## Starostowie
- Mieczysław Zarzecki (–1932)
- Edward Skrzyński (1932–1936)[2][3]
- Leon Rutkowski-Koczur (1936-)[4][5]

## Gminy wiejskie w 1934
- gmina Czernelica
- gmina Czerniatyn
- gmina Horodenka
- gmina Niezwiska
- gmina Obertyn
- gmina Siemakowce
- gmina Tyszkowce

## Miasta
- Horodenka